# Hans Buch (präst)
Hans Buch, född den 1 november 1698 i Aalsø vid Grenaa, död den 28 november 1751 i Roskilde, var en dansk präst. 
År 1716 dimitteredes Hans Buch från Köpenhamns skola och tog tre år senare attestats. Hans första prästgärning var i hemmet som faderns medhjälpare, varifrån han 1724 förflyttades till Aarslev i Aarhus stift och 1726 till tjänsten som sognepræst vid Frue Kirke i Aarhus. Samma år tog han magistergraden. Då han emellertid (29 november 1724) hade blivit gift med biskop, senare konfessionarius, Søren Lintrups äldsta dotter Birgitte, kom han, rimligtvis genom svärfaderns protektion, redan som 30-årig som sognepræst til Köpenhamns garnisonskyrka, och knappt ett år därefter (1729) tilldelades han ämbetet som domprost i Roskilde, där han förblev till sin död. Förutom några predikningar utgav han en dikt med anledning av reformationsfesten 1736 (Josias i Danmark); men i manuskript efterlämnade han åtskilligt, däribland Roeskildia subterranea, varav en avskrift finns i det antikvarisk-topografiska arkivet i Köpenhamn. Det latinska sorgetal, som svärfadern höll i Odense efter Frederik IV:s död, hade Buch planerat att ge ut med en dedikation till Kristian VI, men det blev aldrig av.